# El Harrouch
El Harrouch è un comune dell'Algeria, situato nella provincia di Skikda.